# Kobaltkék festék

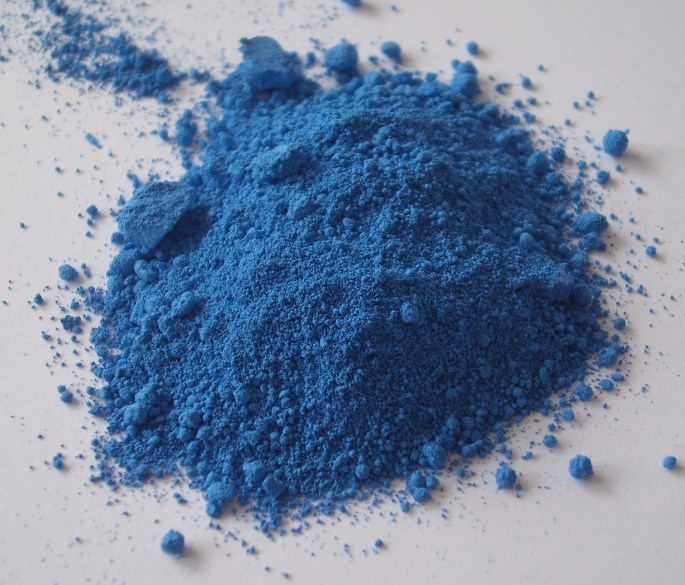
Kobaltkék festék

A könyvnyomtatásban is használt kobaltkék festéket alumíniumhidrátból és foszforsavas kobaltból készítették. A keveréket több órán keresztül kellett fehérre izzítani, ezután állt elő a tiszta kék szín. A kobaltkék festéket magas ára miatt ritkán használták a nyomdászok, bár színe alkalmassá tette az égbolt és más világoskék árnyalatok visszaadására.
Összetétele és tulajdonságai változóak a kobalt-aluminium-oxid részaránytól függően.  